# Liste des sites Natura 2000 de la Nièvre
Cet article recense les sites Natura 2000 de la Nièvre, en France.

## Statistiques
La Nièvre compte 24 sites classés Natura 2000. 20 bénéficient d'un classement comme site d'intérêt communautaire (SIC), 4 comme zone de protection spéciale (ZPS).

## Liste
| Site | Type | Superficie (ha) | Fiche     | Coordonnées                      | Photo |
| --- | ---- | --------------- | --------- | -------------------------------- | ----- |
| Bec d'Allier | SIC  | +01 072,        | FR2600968 | 46° 57′ 58″ nord, 3° 07′ 55″ est |       |
| Bocage, forêts et milieux humides du Sud Morvan                                                                      | SIC  | +49 271,        | FR2601015 | 46° 54′ 22″ nord, 3° 52′ 58″ est |       |
| Bocages, forêts et milieux humides des Amognes et du bassin de la Machine                                            | SIC  | +32 818,        | FR2601014 | 46° 57′ 43″ nord, 3° 21′ 34″ est |       |
| Bords de Loire entre Iguerande et Decize                                                                             | SIC  | +11 473,        | FR2601017 | 46° 30′ 31″ nord, 3° 51′ 40″ est |       |
| Cavités à chauves-souris en Bourgogne                                                                                | SIC  | +01 801,        | FR2600975 | 46° 52′ 36″ nord, 4° 39′ 51″ est |       |
| Complexe des étangs du Bazois                                                                                        | SIC  | +00398,         | FR2600994 | 47° 10′ 53″ nord, 3° 36′ 34″ est |       |
| Forêts de ravin de la vallée de l'Oussière en Morvan                                                                 | SIC  | +00187,         | FR2600999 | 47° 07′ 28″ nord, 3° 57′ 57″ est |       |
| Forêts riveraines et de ravins, corniches, prairies humides de la vallée de la Cure et du Cousin dans le Nord Morvan | SIC  | +04 138,        | FR2600983 | 47° 25′ 41″ nord, 3° 47′ 05″ est |       |
| Gîtes et habitats à chauves-souris en Bourgogne                                                                      | SIC  | +63 405,        | FR2601012 | 47° 25′ 52″ nord, 4° 36′ 49″ est |       |
| Hêtraie montagnarde et tourbières du Haut-Morvan                                                                     | SIC  | +01 040,        | FR2600988 | 47° 00′ 12″ nord, 4° 00′ 56″ est |       |
| Massif forestier du mont Beuvray                                                                                     | SIC  | +01 006,        | FR2600961 | 46° 55′ 10″ nord, 4° 01′ 59″ est |       |
| Pelouses calcicoles et falaises des environs de Clamecy                                                              | SIC  | +00235,         | FR2600970 | 47° 25′ 46″ nord, 3° 34′ 10″ est |       |
| Prairies marécageuses et paratourbeuses de la vallée de la Cure                                                      | SIC  | +00522,         | FR2600995 | 47° 12′ 43″ nord, 4° 02′ 01″ est |       |
| Prairies, landes sèches et ruisseaux de la vallée de la Dragne et de la Maria                                        | SIC  | +01 058,        | FR2600986 | 46° 57′ 28″ nord, 3° 55′ 10″ est |       |
| Ruisseaux à écrevisses du bassin de l'Yonne Amont                                                                    | SIC  | +00592,         | FR2600987 | 47° 16′ 04″ nord, 3° 59′ 10″ est |       |
| Ruisseaux patrimoniaux et milieux tourbeux et paratourbeux de la haute vallée du Cousin                              | SIC  | +01 502,        | FR2600992 | 47° 17′ 52″ nord, 4° 07′ 33″ est |       |
| Tourbière du Vernay et prairies de la vallée du Vignan                                                               | SIC  | +00258,         | FR2600989 | 47° 15′ 39″ nord, 4° 04′ 49″ est |       |
| Val d'Allier bourguignon                                                                                             | SIC  | +00952,         | FR2600969 | 46° 50′ 15″ nord, 3° 03′ 41″ est |       |
| Vallée de la Loire entre Fourchambault et Neuvy-sur-Loire                                                            | SIC  | +02 551,        | FR2600965 | 47° 10′ 24″ nord, 3° 00′ 51″ est |       |
| Val de Loire nivernais                                                                                               | ZPS  | +01 632,        | FR2600966 | 46° 50′ 43″ nord, 3° 20′ 23″ est |       |
| Bocage, forêts et milieux humides des Amognes et du bassin de la Machine                                             | ZPS  | +32 998,        | FR2612009 | 46° 57′ 43″ nord, 3° 21′ 34″ est |       |
| Val d'Allier Bourbonnais                                                                                             | ZPS  | +18 093,        | FR8310079 | 46° 20′ 28″ nord, 3° 20′ 40″ est |       |
| Vallée de la Loire d'Iguerande à Decize                                                                              | ZPS  | +24 770,        | FR2612002 | 46° 30′ 30″ nord, 3° 50′ 45″ est |       |
| Vallées de la Loire et de l'Allier entre Mornay-sur-Allier et Neuvy-sur-Loire                                        | ZPS  | +13 815,        | FR2610004 | 47° 10′ 30″ nord, 3° 01′ 00″ est |       |